# Vacuna contra la varicela
La vacuna contra la varicela es una vacuna que protege contra la varicela. Una dosis de vacuna previene el 95% de las enfermedades moderadas y el 100% de las enfermedades graves. Dos dosis de la vacuna son más efectivas que una. Si se administra a quienes no son inmunes dentro de los cinco días posteriores a la exposición a la varicela, previene la mayoría de los casos de enfermedad. La vacunación de una gran parte de la población también protege a quienes no están vacunados. Se administra por inyección justo debajo de la piel.
La Organización Mundial de la Salud (OMS) recomienda la vacunación de rutina solo si un país puede mantener vacunadas a más del 80% de las personas. Si solo del 20% al 80% de las personas se vacunan, es posible que más personas contraigan la enfermedad a una edad más avanzada y que los resultados en general empeoren. Se recomienda una o dos dosis de la vacuna. En los Estados Unidos se recomiendan dos dosis a partir de los doce a quince meses de edad. Para el año 2012, la mayoría de los países europeos la recomiendan a todos los niños o solo a aquellos con alto riesgo, pero no todos los países proporcionan la vacuna debido a su costo.
Los efectos secundarios menores pueden incluir dolor en el lugar de la inyección, fiebre y erupción cutánea. Los efectos secundarios graves son poco frecuentes y se producen principalmente en personas con una función inmunológica deficiente. Su uso en personas con VIH/SIDA debe hacerse con cuidado. No se recomienda durante el embarazo; sin embargo, las pocas veces que se ha administrado durante el embarazo no causó problemas. La vacuna está disponible ya sea sola o junto con la vacuna MMR, en una versión conocida como la vacuna MMRV (para Sarampión, Parotiditis y Rubéola). Está hecha de virus vivos debilitados (atenuados).
La vacuna contra la varicela se comercializó por primera vez en 1984. Está en la Lista de medicamentos esenciales de la Organización Mundial de la Salud, los medicamentos más efectivos y seguros que se necesitan en un sistema de salud. En los Estados Unidos cuesta entre US$100 y 200.

## Usos médicos
La vacuna contra la varicela es efectiva entre el 70% y el 90% para prevenir la varicela y más del 95% efectiva para prevenir la varicela severa. Se realizaron evaluaciones de seguimiento en los Estados Unidos de niños inmunizados que revelaron protección durante al menos 11 años. Además, se realizaron estudios en Japón que indicaron protección durante al menos 20 años.
Las personas que no desarrollan suficiente protección cuando reciben la vacuna pueden desarrollar un caso leve de la enfermedad cuando están en contacto cercano con una persona con varicela. En estos casos, las personas muestran muy pocos signos de enfermedad. Este ha sido el caso de los niños que reciben la vacuna en su primera infancia y luego tienen contacto con niños con varicela. Algunos de estos niños pueden desarrollar una varicela leve.
Otra vacuna, conocida como vacuna zóster, es simplemente una dosis mayor a la normal de la misma vacuna usada contra la varicela, y se usa en adultos mayores para reducir el riesgo de herpes zóster y neuralgia postherpética, que son causadas por el mismo virus.     

### Duración de la inmunidad
La duración a largo plazo de la protección de la vacuna contra la varicela es desconocida, pero ahora hay personas vacunadas hace veinte años sin evidencia de disminución de la inmunidad, mientras que otras se han vuelto vulnerables en tan solo seis años. Las evaluaciones de la duración de la inmunidad son complicadas en un entorno donde las enfermedades naturales son aún comunes, lo que generalmente conduce a una sobreestimación de la efectividad.
Se ha encontrado que algunos niños vacunados pierden su anticuerpo protector en tan solo cinco u ocho años. Sin embargo, según la Organización Mundial de la Salud: "Después de observar las poblaciones de estudio por períodos de hasta 20 años en Japón y 10 años en los Estados Unidos, más del 90% de las personas inmunocompetentes que fueron vacunadas cuando eran niños todavía estaban protegidas contra la varicela." No obstante, dado que solo uno de cada cinco niños japoneses fue vacunado, la exposición anual de estos vacunados a niños con varicela natural potenció al sistema inmunológico de los vacunados. En los Estados Unidos, donde se ha practicado la vacunación universal contra la varicela, la mayoría de los niños ya no reciben estimulación exógena (externa), por lo tanto su inmunidad mediada por células contra el VZV (virus de la varicella zóster) disminuye, lo que hace necesaria la vacunación de refuerzo contra la varicela. A medida que pasa el tiempo, los refuerzos pueden ser necesarios. Las personas expuestas al virus después de la vacuna tienden a experimentar casos más leves de varicela.
Se ha creído que el contagio de la varicela "salvaje" cuando se es niño da como resultado una inmunidad de por vida. De hecho, los padres han asegurado deliberadamente esto en el pasado con "fiestas de la varicela". Históricamente, la exposición de adultos a niños contagiosos ha aumentado su inmunidad, reduciendo el riesgo de herpes zóster. Los CDC y las organizaciones nacionales correspondientes están observando cuidadosamente la tasa de fracaso, que puede ser alta en comparación con otras vacunas modernas: se han producido grandes brotes de varicela en escuelas que requerían la vacunación de los niños.

### Varicela
Antes de la introducción de la vacuna en 1995 en los Estados Unidos (lanzada en 1988 en Japón y Corea), había alrededor de 4.000.000 de casos por año en los Estados Unidos, en su mayoría niños, con un promedio de 10.500 a 13.000 hospitalizaciones (rango, 8.000– 18.000), y 100-150 muertes cada año. Aunque la mayoría de los contagiados fueron niños, la mayor parte de las muertes (hasta en un 80%) fue entre adultos.     
Durante 2003 y la primera mitad de 2004, los Centros para el Control y la Prevención de Enfermedades (CDC) de EE. UU. informaron ocho muertes por varicela, seis de los cuales eran en niños o adolescentes. Estas muertes y los ingresos hospitalarios han disminuido sustancialmente en los EE. UU. debido a la vacunación, aunque la tasa de infección por herpes ha aumentado a medida que los adultos están menos expuestos a los niños infectados (lo que de otro modo ayudaría a proteger contra el herpes). Diez años después de que se recomendara la vacuna en los EE. UU., los CDC informaron una caída del 90% en los casos de varicela, un descenso en el ingreso hospitalario relacionado con la varicela del 71% y una reducción del 97% en las muertes por varicela entre los menores de 20 años.
Las vacunas son menos efectivas entre los pacientes de alto riesgo, además de ser más peligrosas porque contienen virus vivos atenuados. En un estudio realizado en niños con un sistema inmunológico deteriorado, el 30% había perdido el anticuerpo después de cinco años, y el 8% ya había contraído varicela salvaje en ese período de cinco años.

### Herpes zóster
El herpes zóster (culebrilla) se presenta con mayor frecuencia en los ancianos y rara vez se observa en niños. La incidencia de herpes zóster en adultos vacunados es de 0,9/1000 personas al año, y de 0,33/1000 persona al año en niños vacunados; esto es más bajo que la incidencia general de 3,2 - 4,2/1000 personas al año.
Los casos de herpes en adultos pueden aumentar después de la introducción de la vacuna contra la varicela, pero la evidencia no está clara. Si bien la investigación con modelos informáticos ha tendido a respaldar la hipótesis de que los programas de vacunación aumentarían la incidencia de zóster a corto plazo, la evidencia de los estudios epidemiológicos es mixta y los aumentos observados en la incidencia de zóster en algunos estudios pueden no estar relacionados con los programas de vacunación, ya que la incidencia aumenta antes de que se inicie el programa de la vacuna contra la varicela.
Con respecto al herpes zóster, los Centros para el Control de Enfermedades de EE. UU. dicen: "Las vacunas contra la varicela contienen VVZ vivo debilitado, que puede causar una infección latente.  La vacuna contra la cepa VVZ puede reactivarse más adelante en la vida y causar culebrilla. Sin embargo, el riesgo de contraer herpes zóster de la vacuna contra la cepa VVZ después de la vacunación contra la varicela es mucho más bajo que tener culebrilla después de la infección natural con VVZ de tipo salvaje".

### Programa
La Organización Mundial de la Salud recomienda una o dos dosis con la dosis inicial administrada entre los 12 y 18 meses de edad. La segunda dosis, si se administra, debe ocurrir al menos uno a tres meses después. Esta vacuna es una inyección que se administra por vía subcutánea (debajo de la piel). Se recomienda para todos los niños menores de 13 años y para todos los mayores de 13 años que nunca hayan tenido varicela.     
En los Estados Unidos se recomiendan dos dosis. En el primer caso, se administra una primera dosis a los 12 a 15 meses y una segunda dosis a la edad de 4 a 6 años. Para las personas mayores de 13 años, las dos dosis se administran con 4 a 8 semanas de diferencia. La vacuna contra la varicela no estuvo ampliamente disponible en los Estados Unidos hasta 1995.
En el Reino Unido, la vacuna solo se recomienda en personas especialmente vulnerables a la varicela.

## Contraindicaciones
La vacuna contra la varicela no se recomienda para personas gravemente enfermas, mujeres embarazadas, personas que han experimentado una reacción alérgica grave a la vacuna contra la varicela en el pasado, personas que son alérgicas a la gelatina, personas alérgicas a la neomicina, personas que reciben altas dosis de esteroides, personas que reciben tratamiento para el cáncer con rayos X o quimioterapia, así como también personas que han recibido hemoderivados o transfusiones durante los últimos cinco meses. Puede ser utilizable en personas con infecciones por VIH que tienen un buen hemograma y reciben el tratamiento adecuado.

## Efectos secundarios
Los efectos secundarios graves son muy raros. Entre 1998 y 2013, solo se informó una muerte relacionada con la vacuna: un niño inglés con leucemia preexistente. En algunas ocasiones, se han notificado reacciones graves, entre ellas meningitis y neumonía (principalmente en niños inmunocomprometidos vacunados inadvertidamente), también anafilaxis.
Los posibles efectos secundarios leves incluyen enrojecimiento, rigidez y dolor en el lugar de la inyección, así como fiebre. Algunas personas pueden desarrollar una erupción leve alrededor del lugar de la inyección.
Existe un riesgo a corto plazo de desarrollar herpes zóster (culebrilla) después de la vacunación. Sin embargo, este riesgo es menor que el que existe después de una infección natural. : 378 La mayor parte de los casos notificados han sido leves y no se han asociado con complicaciones graves.
Aproximadamente el 5% de los niños que reciben la vacuna desarrollan fiebre o sarpullido. Los informes de reacciones adversas para el período 1995 a 2005 no encontraron muertes atribuidas a la vacuna a pesar de que se administraron aproximadamente 55,7 millones de dosis. Se han notificado casos de varicela relacionada con la vacuna en pacientes con un sistema inmunitario debilitado, pero no muertes.

## Historia
La vacuna contra la varicela zóster se fabrica a partir de la cepa Oka/Merck del virus de varicela vivo atenuado. El virus se obtuvo inicialmente de un niño con varicela natural, se introdujo en cultivos de células de pulmón embrionario humano, se adaptó y propagó en cultivos de células embrionarias de conejillo de indias y finalmente se propagó en cultivos de células diploides humanas.
Japón fue uno de los primeros países en vacunar contra la varicela. La vacuna fue autorizada por primera vez en los Estados Unidos en 1995. La vacunación de rutina contra el virus de la varicela zóster también se realiza en los Estados Unidos, y la incidencia de la varicela se ha reducido drásticamente allí (de 4 millones de casos por año en la era previa a la vacuna a aproximadamente 400.000 casos por año para el 2005). En Europa, la mayoría de los países no vacunan actualmente contra la varicela, aunque la vacuna está ganando una mayor aceptación.  Australia, Canadá y otros países han adoptado recomendaciones para la inmunización de rutina de niños y adultos susceptibles contra la varicela. 
Otros países, como el Reino Unido, han recomendado la vacuna, por ejemplo, para trabajadores de la salud susceptibles a riesgo de exposición a la varicela. En el Reino Unido, los anticuerpos contra la varicela se miden de rutina en la atención prenatal, y para 2005, todo el personal del Servicio Nacional de Salud había determinado su inmunidad y había sido inmunizado si no era inmune y tenía contacto directo con pacientes.  La inmunización para la población contra la varicela no se practica de otro modo en el Reino Unido.